# OC 트랜스포
오타와 카를턴 지역교통국(영어: The Ottawa-Carleton Regional Transit Commission), 줄여서 OC 트랜스포(영어: OC Transpo)는 캐나다의 수도인 오타와 지역 일대의 경전철, 버스, 장애인 보조교통을 운행하는 공영 대중교통 기관이다. 1948년에 오타와 교통국(Ottawa Transportation Commission)으로 출범한 OC 트랜스포는 세 개의 경량 철도 노선과 25개 철도역, 170개의 버스 노선, 43개의 트랜짓웨이 BRT 정류소를 운영하고 있다.
오타와의 대중교통은 오타와가 점점 확장하면서 1980년대에 개통한 BRT인 트랜짓웨이와 2019년에 개통한 경전철인 컨페더레이션선으로 다양한 종류의 버스와 철도가 운행하고 있고, 오트레인 2단계 확장으로 오타와 동부와 서부, 남부로 경량 철도 확장을 거듭하고 있다. 이 외에도 실시간 버스 도착 정보와 요금 지불 수단 개편이 계속해서 이루어지고 있다. OC 트랜스포는 한편 파업과 각종 버스 및 경전철의 안전 사고로 최근까지 홍역을 겪었으며, 대중교통의 안정적인 운행과 승객들의 안전을 위한 각종 대책이 쏟아지고 있다.

## 역사

### 마차철도
오타와의 대중교통 역사는 캐나다 연방이 1867년에 결성되고 오타와가 캐나다 수도로 결정되면서 그 직후부터 시작되었다. 당시 오타와에는 별다른 대중교통이 없었기 때문에 마차를 이용할 수 없는 사람들은 어떤 날씨에도 걸어가야 했다. 1870년 7월 21일, 오타와시여객철도회사 (Ottawa City Passenger Railway Company)는 처음으로 마차에 견인되어 정해진 궤도를 달리는 마차철도를 도입하였다. 이 첫 마차철도는 뉴에딘버러를 거쳐 르브레턴플랫츠에 위치한 쇼디에르 계곡까지 이어졌다. 승객 수요가 증가함에 따라 그해 말에는 하루에 20대의 마차철도를 이용하는 천여 명 이상의 승객이 있었다. 겨울에는 마차철도를 썰매로 대신하여 연중 운행이 가능하도록 하였다.
그러나 1872년 10월에 발생한 말인플루엔자 유행으로 마차철도는 중대한 문제에 직면하였다. 거의 모든 말이 역병에 걸려 마차 운행에 지장이 생겼다. 철도회사에 따르면 10월 19일에는 6마리를 제외한 모든 말이 전염병에 감염되었다. 이 인플루엔자는 특히 철도로 연결된 도시 지역에 모여 있는 말들에게 감염이 확산되어, 1873년에는 오타와와 토론토 뿐만 아니라 네바다주와 캘리포니아주까지 이어지는 대규모 전염병이 발생하였다. 말인플루엔자는 말들의 인후염, 부어오른 선, 식욕 부진, 빠른 맥박, 호흡 곤란, 그리고 기침과 같은 증상을 동반하지만 말들이 대거 폐사하지는 않았으며 사람들이 전염되지는 않았다. 말인플루엔자 대응을 위해 말을 습한 날씨로부터 격리시키고, 통풍이 잘 되는 곳에서 따뜻하게 하며, 부드러운 먹이를 제공하고 마구간의 철저한 방역 작업이 필요했다. 이로 인해 마차철도 운행 빈도가 크게 감소했지만 완전히 중단되지는 않았다. 이 전염병으로 철도회사의 말 한 마리가 폐사하였고 마차철도는 2주 뒤에 운행을 재개하였다.

### 전차의 등장
1885년에 기업가인 토마스 에헌과 워런 소퍼는 쇼디에르 계곡에 지어진 수력발전소를 이용해 전 세계에서 처음으로 거리에 전등을 설치하는 업적을 이루었다. 이러한 성과를 토대로 에헌과 소퍼는 오타와전기철도회사 (Ottawa Electric Railway Company, OER)를 설립하여 이 수력 자원의 힘을 활용하여 기존의 마차철도를 전차로 변환하였다. 전차는 1891년 6월 20일에 운행을 시작하였다. 수력 발전이 도입되면서 기존의 석탄 난방이 대체되었으며 또한 선로에 쌓인 눈을 치우기 위해 오늘날에 쓰이는 기종과 유사한 전동제설기를 도입하였다.
1900년에 오타와전기철도회사 (OER)는 오타와의 전차 노선을 도시 서부의 브리태니아로 확장하였다. 당시 브리태니아는 도시 외곽의 조용한 시골 지역으로, OER은 데쉔느호 (湖)를 따라 부지를 구입하여 뉴욕의 코니아일랜드와 비슷하게 오타와 주민들을 위한 여름 휴양지로 개발하였다. 이 공원에는 대형 파빌리온, 라이브 음악, 도시 최초의 공공 수영장 및 300미터 규모의 부두가 조성되었다. 1900년 5월 25일에 개장한 이 공원은 새로운 전차 노선을 통해 개장 첫날 1만 5천 명의 승객이 브리태니아를 방문하였다.
1901년 2월 22일에는 오타와강을 따라 알렉산드라교 (橋)가 개통하면서 오타와북부및서부철도회사 (Ottawa Northern and Western Railway Company)가 퀘벡주의 월섬과 마니와키에서 알렉산드라교를 따라 오타와까지 이어지는 열차를 운행하였고, 이는 이후 OER에서 운행을 맡았다. 알렉산드라교는 증기 기관차 전용 선로 하나, 전차선이 두 개, 차선 두 개와 인도 두 개로 이루어졌다.
1918년에는 스페인 독감 유행이 캐나다에 다다랐다. 제1차 세계 대전이 한창이던 당시 바이러스는 비좁은 곳에서 지냈던 군인과 의무병들 사이에서 퍼졌는데, 이들이 캐나다에 돌아오면서 바이러스가 퍼졌다. 그해 9월, 코로나19 범유행 때와 마찬가지로 오타와 보건위원회는 주민들이 바이러스에 조심할 것을 권고하였고 대규모 모임을 피할 것을 권고하였다. 극장, 학교, 사업체가 문을 닫았지만 전차는 계속해서 운행하였으며, OER은 승객과 직원들을 보호하기 위해 전차의 환기 시설을 개선하였다. OER은 전차 내부를 매일 기존보다 더욱 세심히 청소하였고 훈증 소독을 통해 방역 작업을 이어나갔다.

### 버스의 등장
오타와는 1924년에 캐나다에서는 네 번째로 버스 운행을 개시하였다. OER의 첫 버스 노선은 엘긴 스트리트와 아가일 애비뉴에서 시작해 오타와 동부의 클레그 스트리트까지 운행하였으며, 오전 7시부터 자정까지 15분 간격으로 운행하였다. 하지만 이 버스 노선은 이후에 전차 선로가 놓이고 전차가 운행하면서 운행이 중단되었다. 1920년대 내내 노면전차는 오타와에서 선호되는 교통 수단이었으며, 1925년에는 거의 100km에 달하는 노면전차가 도시 곳곳을 연결하였다. 하지만 버스가 천천히 인기를 얻었는데, 지역 주민들이 버스가 더 조용하고 고장이 잘 나지 않아 도로를 막지 않아 점차 버스를 선호하였다.
대공황 이후 1932년에 대중교통 연간 이용객 수는 3백만 명 이상 감소하였다. 오타와 주민들은 이 시기에 돈을 아끼기 위해 걸어다녔고, 노면전차를 타는 것은 사치로 여겼다. OER의 수익 감소는 1933년 4월까지 이어졌는데, 겨울에는 추운 날씨로 대중교통을 이용하는 승객이 많았던 만큼 회사는 적지 않은 타격을 입었다. 경기 침체에도 불구하고 1934년에 OER은 신형 전차 6대를 각각 22,000달러 (2024년 기준 494,389달러)에 구매하였다. 신차는 49인승에 빨간색과 크림색 도색이었고, 별도의 운전실이 있었다. 전차에 오를 때 계단에 불빛이 들어왔고, 바닥은 미끄러지지 않는 리놀륨 재질이었다. 가장 큰 개선점은 부드러운 고무 좌석이었는데, 푹신푹신한 좌석과 은은한 조명이 들어오는 신형 버스도 구매하였다.
1939년에 제2차 세계 대전이 발발하면서 수많은 민간인과 군인들이 캐나다의 수도로 이주하였다. 급속하게 늘어난 인구로 OER은 대중교통 증편이 절실하였는데, 특히 기존에 자가용으로 운전하던 사람들은 휘발유 비축을 위해 한정 수량만 배급하면서 노면전차의 수요가 급증하였다. 1942년 기준 대중교통 이용객 수는 1939년에 비해 78%나 증가했고, 노면전차 승객은 60%, 버스 승객은 무려 347%나 증가하였다. 1939년에 21대가 운행하던 버스는 49대로 늘어났다. 늘어나는 수요에도 불구하고 전시 상황이라 버스를 생산하는 것은 금지되었지만, 예외적으로 버스 다섯 대는 추가로 도입할 수 있었다. OER은 또한 1942년 10월에 버스의 효율적인 운행을 위해 뒷문 승차를 허용하고 승객 수가 저조한 100여 개의 정류장을 폐지하였다. 1942년에 들어서서 OER은 역대 최대 이용객 수를 경신하였고, 1946년에는 연간 6,182만 명의 승객이 이용하였다.
2차 세계 대전이 1945년에 종전되면서 캐나다 수도도 점차 일상으로 돌아왔다. 1945년 9월 20일, OER은 전후 서비스 개선 사업의 일환으로 60인승 버스 20대, 신형 전차 도입은 물론 기존 전차를 개량하기로 하였다. 하지만 오타와시의 OER 인수를 앞두고 도입하려던 신차 20대 중에서 4대만 제작되었다.

### 대중교통 공영화
1946년 1월 중순, 스탠리 루이스 오타와 시장은 시의회 산하 노면철도위원회에 오타와시가 전차 시설을 인수해서 운영하는 데 얼마나 들어가고 개선해야 할 시설이나 노선이 어디에 있는 지 확인하였다. 1947년 여름, 오타와시와 철도회사는 요금 인상을 두고 씨름을 벌였는데, 요금 인상이 필요하다는 OER 측 주장과는 다르게 오타와시는 요금 인하를 요구하였다. 시와 회사 간에 요금을 둔 협상이 진전을 보지 못하자 대중교통을 공영화하자는 여론이 물살을 탔다. 1947년 10월 24일, 오타와 시의회는 OER과의 계약이 만료되는 1948년 8월 13일에 공영화하는 방안을 만장일치로 가결하였다. 1948년 2월 16일, 오타와전기철도회사를 630만 달러 (2024년 기준 86,384,746달러)에 매입하고 이후 시설 개선에 투자하는 방안이 시민투표에 부쳐졌다. 대중교통 공영화는 찬성 80.8%, 반대 19.1%로 시민투표에서 통과되었다. 이에 따라 1948년 8월, 오타와교통국 (Ottawa Transportation Commission, OTC)이 정식 출범하였고, 기존 OER 전차 130대, 버스 61대, 서비스 차량, 건물, 발전소 및 브리태니아 공원이 오타와시의 소유가 되었다.
승객들이 기존 OER에 대해 불만이 많았던 만큼 새로 발족한 오타와교통국은 토론토의 교통 전문가인 노먼 윌슨을 고용해 대중교통을 전반적으로 살펴보고 대중교통의 질을 개선하기 위한 권고안을 내놓도록 하였다. 한편 오타와가 네피안과 글로스터 타운십 일부를 흡수하면서 오타와교통국은 오타와 지역의 유일한 대중교통 기관으로 자리잡았다. 기존에 네피안버스라인 (Nepean Bus Lines)이 운행하던 지역은 1950년 1월 1일 오타와교통국이 대신 운행하게 되었으며, 업랜즈버스라인 (Uplands Bus Lines Ltd.)과의 계약은 1951년 4월 24일에 체결하였지만 이 지역에도 이미 1950년 7월 1일부터 OTC 버스가 운행하였다. 이스트뷰는 오타와와는 별개의 지자체였지만 1950년 12월 5일에 이스트뷰버스라인 (Eastview Bus Lines) 또한 37만 5천 달러 (2024년 기준 4,854,000달러)에 인수하였다.
노먼 윌슨은 오타와교통국이 처한 재정적 상황을 감안할 때 노면전차를 적어도 앞으로 15년 동안 그대로 운행하고, 이 기간 동안 기존 선로와 차량을 대대적으로 교체하지 않고 계속 운행하되, 이후 점진적으로 전차 노선을 폐선하여 버스로 대체 운행할 것을 권고하였다. OER이 시작한 대중교통 시설 개선을 이어가던 오타와교통국은 차량 측면에 로고를 번호 위에 부착하는 것 외에도 히터, 서서 가는 승객을 위한 손잡이, 바람막이와 성에제거기를 설치했다. 낡은 철도는 새로 교체되었고 교통 흐름을 개선하기 위해 교차로에 새로운 곡선 선로와 스위치가 설치되었다. 승객 수는 여전히 많았던 관계로 토론토에서 들여온 기존 전차는 폐차하지 않고 계속 쓰게 되었다.

### 노면전차 운행 중단
1946년부터 1953년 사이에 오타와 대중교통 승객은 6,180만 명에서 4,770만 명으로 23% 감소하였지만 지자체 통폐합으로 교통국의 대중교통 운행 범위는 네 배로 늘어났다. 오타와 또한 북미의 다른 도시들과 마찬가지로 자가용이 급증하고 공무원들의 주 5일제가 정착하면서 수요는 물론 요금 수입이 줄어들었다. 재정이 계속 악화되자 오타와는 오타와교통국에 늘어나는 적자를 해결할 방법을 모색할 것을 요청하였다. 1957년, 오타와교통국은 기존에 있던 전차를 버스로 대체하면 1961년 적자를 절반으로 줄일 수 있을 것이라고 예측하였다. 1957년 11월 12일, 오타와시의회는 이에 따라 영국의 컨설팅 업체인 어윅, 커리 (Urwick, Currie Ltd.)에 OTC의 모든 업무를 살펴본 다음 향후 5년 동안의 재무 상황을 보고할 것을 요청하였다. 한 달 뒤인 12월 12일, 어윅, 커리는 보고서 초안에서 1961년에 OTC의 적자가 221만 8천 달러 (2024년 기준 22,858,115달러)까지 급증할 것이라고 경고하였다. 이에 따라 1958년 5월 오타와 시의회는 어윅, 커리 보고서의 권고안을 받아들여 오타와의 노면전차를 버스로 전환하기로 하였다.
오타와 곳곳을 운행하던 노면전차 노선은 1959년에 들어서서 하나둘씩 버스로 전환되었고, 1959년 5월 2일, 코우버그 차량기지에서 브리태니아로 가는 전차가 오타와의 마지막 노면전차였다. 오타와 노면전차에 마지막 인사를 하기 위해 수천 명의 시민들이 오타와 시내로 몰려들었고, OTC는 1870년부터 이날까지 오타와 대중교통의 변천사를 보여주는 행진을 개최하였다.

### 도시 팽창
1960년대에 들어서서 오타와는 자가용이 보급화되면서 외곽 지역으로 도시가 급격히 팽창하였고, 이에 따른 도로 정체도 가속화되었다. 이에 대해 오타와교통국은 1940년대와 50년대에 오타와로 새로 흡수된 지자체에 버스 운행을 확장하고자 하였지만 OER 인수에 따른 예산난과 외곽 지역의 저밀도 성장, 도로 확장에 기반을 둔 자동차 중심 도시 교통 계획은 물론 기존 오타와 시내에 몰려있던 관공서 및 정부청사를 외곽 지역으로 이전하면서 버스를 외곽 지역에 효율적으로 운영하는 데 난항을 겪었다.
오타와는 1955년까지만 해도 별다른 교통 계획을 수립하지 않았다. 제2차 세계 대전이 끝나고 윌리엄 라이언 매켄지 킹 캐나다 총리는 프랑스 건축가 및 도시 설계가인 자크 그레베르에게 캐나다 수도를 위한 도시 계획 수립을 맡겼다. 1950년에 발표된 그레베르의 계획은 기존 임시 청사를 허물고, 시내의 모든 철도와 차량기지를 허물고, 고속도로 및 간선 도로를 확장하고, 연방 관공서를 오타와 시내에서 외곽으로 이전하고, 그린벨트를 설치하여 무분별한 도시 팽창을 막는 자동차 중심의 계획을 발표하였다. 1955년에 처음 발간된 교통계획은 도로 확장 위주로 수립되었지만, 자가용이 늘어나면서 생기는 교통 체증 문제를 인식하고 도시철도 개발과 시내에 활력을 불어주기 위해 시내에 기존 대중교통을 발전할 것을 권고하였다. 1965년에 발간된 오타와-헐 지역 교통 연구 또한 고속도로 확장에 초점을 맞추었다.
1969년, 온타리오주는 행정구역 개편의 일환으로 오타와시와 시 바로 외곽에 있는 카를턴 카운티에 오타와 카를턴 지방자치구 (Regional Municipality of Ottawa-Carleton, RMOC)를 오타와시와 카를턴 카운티 등의 상위 지자체로 설치하였다. 이에 따라 대중교통 계획을 오타와시가 아닌 지방자치구에서 수립하였고, 이에 따라 기존에 연방 정부의 산하기관인 국가수도위원회 (National Capital Commission, NCC)로부터 도시 계획 권한을 어느 정도 이양받았다. NCC가 마음에 들지 않았던 지방자치구 주민들은 도로 정체 문제가 점점 심각해지고 있으며, RMOC의 첫 번째 지역개발계획에서 이 문제를 다루어야 한다는 점에 모든 지자체가 동의하였다.
1972년 5월, 오타와교통국은 오타와 시내의 단기적인 서비스 운영 개선에 초점을 맞춘 대중교통 개선 연구에 착수하였다. 이후 초점은 오타와 지역 전체로 향해 오타와교통국, 오타와-카를턴 지방자치구, 국가수도위원회, 온타리오주 대표를 포함한 통합위원회가 구성되었다. 위원회는 오타와 광역권 내 교통 음영지역에 대중교통을 도입하고 기존에 OTC 버스가 운행하던 지역의 대중교통 또한 개선하고자 하였다. 1972년 7월 설문에 따르면 50%가 넘는 응답자들이 대중교통이 더 나아지길 바란다고 응답했고, 이에 따라 오타와 시의회는 시내와 일부 외곽 지역에 대중교통을 확충하는 방향으로 정책을 선회하였다.

### OC 트랜스포
1972년, 오타와교통국은 오타와-카를턴 지역교통국 (Ottawa-Carleton Regional Transit Commission)으로 이름을 바꾸었고 이듬해에는 오늘날의 OC 트랜스포 (OC Transpo)로 이름을 변경하였다. OC 트랜스포는 승객이 많은 구간은 15분에서 30분 간격으로 버스를 운행하고, 운영 비용의 70% 이상을 승객 요금으로 흡수할 수 있는 구간 또한 30분 간격으로 버스를 운행하기로 하였다. 또한 버스 배차 간격은 60분을 넘지 않도록 하였다. 1984년에 들어서서 그린벨트 내에 있는 오타와 시내 대부분은 버스가 평일에 15분 간격으로 운행하였고, 네피안, 캐나타 및 오를레앙 지역은 30분 간격으로 운행하였다.
버스 노선이 개편되면서 기존에는 시내에 모든 노선이 집중되어 있었지만, 1972년에 노선 개편을 거치면서 쇼핑몰과 같은 승객들이 많이 몰리는 곳에 버스 환승센터를 지은 뒤 저밀도 주택가로 운행하는 다중심적인 허브 앤드 스포크 모델로 바뀌었다. 이 외에도 출퇴근 시간대에만 운행하는 급행버스, 주요 교차로에만 정차하는 준급행버스, 전화를 걸어서 버스를 호출할 수 있는 호출버스도 등장하였다. OC 트랜스포는 또한 1978년부터 일요일에 교회나 커뮤니티 센터 등 직장과는 다른 곳으로 가는 승객들을 감안하여 일요일에는 특별 노선을 편성했지만 승객들이 기존 노선 체계와 헷갈린다는 이유로 4년 만인 1982년에 폐지하고 평상시 노선으로 원상복귀하였다. 또한 1973년부터 1974년 사이에 오타와 시내에 처음으로 11km 구간의 버스전용차로가 조성되었고, 1974년 3월에는 오타와 서쪽에서 시내로 향하는 급행버스를 위해 1974년 3월에 오타와 리버 파크웨이 (오늘날의 키치 지비 미건)에 7km의 버스전용차로가 놓였다. 이 외에도 1976년 3월에 1개월권이 도입되어 버스 승차 시 요금 지불이 더 용이해졌다. 승객들의 길찾기 편의를 위해 주요 버스 정류장에는 버스 시간표가, OC 트랜스포 사무실에는 각종 노선도가 비치되고, 1980년과 81년 사이에는 버스 정류장 번호를 입력하면 다음 버스 도착 시각을 알려주는 ARS 번호인 560번이 등장하였다.

### 트랜짓웨이
1974년 RMOC 광역개발계획에 따르면 오타와 지역에 일종의 도시교통체계를 짓는 것을 권장했지만 어떤 교통 수단으로 지어야할 지는 정해지지 않았다. 이후 몇 차례의 타당성 연구 용역 끝에 오타와의 새로운 도시교통체계는 간선급행버스체계, 즉 BRT로 확정되었다. 오타와가 경전철이나 지하철이 아닌 BRT를 선택한 이유는 그린벨트에 있었다. 오타와의 지리상 그린벨트 밖에 있는 저밀도의 교외 지역과 그린벨트 안에 있는 저밀도와 중밀도 지역에서 시내로 승객들을 수송해야 했다. 시내에 있는 연방 관공서 등지로 직장인들을 실어나르는 게 오타와의 주된 목표였다. 지방자치구에서는 교통 수단을 결정할 때 단순히 빠른 속도 뿐만이 아니라 자본 및 운영 비용, 운행 간격, 준비 유연성 및 환경 영향 등 다각도에서 이 사업을 살펴보았다. 자치구는 당시 지역 주민들이 그린벨트를 지나 오타와 시내까지 장거리를 경전철을 타고 가는 것에 내키지 않았으며, BRT가 경전철에 비해 오타와 도시 형태에 맞게 유연하게 운영할 수 있다고 이유를 들었다.
이 공식 계획은 오타와 시내를 상업, 고용, 문화의 중심지로, 이후 도시 곳곳에 1차, 2차 거점을 두어 다중 중심의 도시 구조 개발을 추구하였다. 이 거점은 트랜짓웨이를 통해 시내로 연결되고, 기존 도로를 확장하거나 새로운 도로를 놓기 전에 거점 개발을 우선시하는 방향으로 추진하였고, 1974년 계획은 '대중교통 우선 정책'으로 불렸다.
트랜짓웨이의 첫 구간은 1983년에 도시 남서쪽의 링컨필즈에서 베이스라인까지, 도시 동쪽의 리스에서 허드맨까지 개통하였다. 이후 1999년에는 베이스라인역에서 바헤이븐의 팔로우필드역까지 착공되었고, 이후 점차 노선을 확장하여 50개 역까지 늘어났다. 트랜짓웨이는 BRT로 시작했지만, 설계 당시부터 추후에 수요가 늘어나 경전철과 같이 더 많은 승객을 실어나를 수 있는 교통수단으로 변환할 가능성을 염두하고 경전철 규격으로 지어졌다.

### 트릴리움선
오타와는 기존 대중교통의 중축이 되었던 트랜짓웨이의 대안이 될 수 있는 교통수단을 모색하였고, 이 와중에 2001년 10월 15일, 기존 캐나다 태평양 철도의 단선 선로를 활용해 베이뷰역과 카를턴역을 잇는 트릴리움선이 개통하였다. 선로는 기존 선로를 활용하였고 역 건물과 대피선만 건설하면 되었기에 공사비는 2,100만 달러로 비교적 저렴한 가격에 지을 수 있었다. 2001년부터 2015년까지 트릴리움선은 3량으로 구성된 봄바디어 탤런트 BR643 저상 디젤 동력분산식 열차이다. 하지만 오타와는 이를 '경량 철도'라고 불렀는데, 이는 트릴리움선이 장기적으로 트램처럼 오타와 시내로 연장될 수 있고, 보통 유럽 본선에서 쓰는 봄바디어 탤런트는 북미 열차보다 작은 편인지라 북미의 다른 노선과는 달리 1인 승무가 가능하기 때문이다.
2006년 7월, 오타와 시의회는 기존에 단선으로 운행하던 디젤 경량 철도 노선을 복선 전철화하여 오타와 대학교에서 베이뷰역, 리트림, 바헤이븐까지 잇는 계획을 승인하였지만, 같은 해 12월에 계획이 취소되면서 시범으로 운행하던 디젤 동차는 계속 운행하게 되었다.
2011년 5월 18일, OC 트랜스포는 20만 달러를 들여 트릴리움선 연장안을 연구하였다. 전동차 6대를 새로 구입하고, 선로를 복선 전철화하여 기존에 배차 간격이 15분이었던 이 노선은 8분으로 줄어들고, 사업 비용은 5,900만 달러로 추산되었다.
2013년 중반, 트릴리움선 운행이 4개월 동안 중단되었고 이 사이에 새로운 역 승강장이 추가되었고, 브룩필드와 글래드스톤 근처에 새로운 교행선이 지어졌다. 신호 체계와 열차 제어, 역, 선로 및 차량기지 개선 작업도 이루어졌다. 또한 안전성과 효율성을 향상하기 위해 새로운 열차집중제어장치를 설치하였다. 기존의 봄바디어 탤런트 차량을 대체할 알스톰 코라디아 린트 차량 여섯 대와 교행선 두 개의 설치로 운행하는 열차 수를 두 대에서 네 대로 늘렸다.
트릴리움선은 2단계 연장 계획으로 남쪽으로 16km 연장할 계획이 있으며, 오타와 맥도널드 카르티에 국제공항과 EY 센터로 가는 4km 지선과 각종 시설이 추가적으로 개선될 예정이다. 2019년 중반에 착공한 2단계 연장 사업은 2022년 말 개통을 앞두고 있었지만 공사 지연으로 2024년 4월로 개통일이 미루어졌다. SNC-라블랑의 자회사인 트랜짓넥스트 (TransitNEXT)가 시공하는 이 사업은 입찰 절차와 입찰의 기술 점수에 대한 논란에도 불구하고 공사에 진전을 나타냈다. 트릴리움선 연장은 선로 용량 확보와 연결성 향상을 목표로 하며 새로운 열차, 확장된 승강장, 개선된 철도 신호 체계, 보행자 접근 편의성 향상 등이 포함된다.

### 컨페더레이션선
2012년 12월 19일, 오타와 시의회는 오타와 시내를 동서로 잇는 트랜짓웨이를 걷어내고 이 구간을 경전철로 전환하는 방안을 승인하였다. 경전철 사업은 설계, 구축, 재정 조달 및 노선을 30년 동안 유지·보수하는 데 리도 트랜짓 그룹 (Rideau Transit Group)이라는 컨소시움과 계약을 체결하였고, 경전철 차량은 알스톰 시타디스 스피릿으로 선정되었다. 하지만 컨페더레이션선은 2016년 6월 싱크홀 사고와 거의 완공된 터널의 침수로 중대한 문제에 부딪혔고, 이에 따라 개통 예정일이 여러 차례 지연되었다.
컨페더레이션선의 시험 운행은 2016년 말에 시작되었으며, 여러 차례 발표된 개통일에도 불구하고 출근 시간대의 열차 부족, 유지 보수 시설 화재 및 여러 기술적 문제로 개통이 계속해서 지연되었다. 지연에 지연을 거듭한 경전철은 2019년 9월 14일에 개통하였고, 이후에도 경전철 운행에 결함이 자주 발생해 운행이 수시로 중단되었다. 이에 따라 2020년 3월, 오타와 시의회가 컨소시엄 업체에 채무 불이행 통지서를 발행하면서 경전철 노선의 주요 결함과 운영을 두고 컨소시엄과 시 간의 갈등이 심화되었다. 2022년 11월, 윌리엄 아워리건 판사가 이끈 경전철 진상규명 보고서에서는 시 공무원들과 컨소시엄 양쪽 모두에 대해 비현실적인 프로젝트 마감 기한, 시험 운행에 대한 투명성 부족 등 다양한 문제에 대해 비판하였다. 이 보고서는 특히 시의 주요 사업에 있어서 더 나은 프로젝트 관리와 기술 개발을 촉구하는 등 수많은 권고 사항을 제시하였다.

## 체계
캐나다 수도 지역인 오타와 지역을 잇는 대중교통인 OC 트랜스포는 경량 철도, 간선급행버스체계, 일반버스, 보조교통을 포함한 다양한 교통 수단을 운행하고 있으며, 운전자들이 자동차에서 버스나 경량 철도로 갈아탈 수 있도록 몇몇 거점에 환승 주차장이 조성되어 있다.

### O-트레인
오타와 대중교통의 중축이 되는 경량 철도 체계인 O-트레인은 세 개의 노선으로 이루어져 있다. 1호선 컨페더레이션선은 오타와를 동서로 잇는 전기철도 노선이고, 2호선 트릴리움선은 오타와를 남북으로 잇는 디젤 노선이다. 4호선은 2025년 1월에 개통한 2호선의 지선으로 사우스키스역에서 오타와 맥도널드 카르티에 국제공항까지 운행하는 공항 셔틀 열차 노선이다. OC 트랜스포는 2027년까지 1호선 컨페더레이션선의 동부와 서부 연장 공사에 착수한 상태이며, 1호선과 1호선의 지선에 해당하는 3호선이 모두 연장되면 O-트레인의 총 연장은 64.5km, 4개 노선과 41개 역으로 늘어나게 된다.
| 운영 중        | 운영 중            | 운영 중                   | 운영 중   | 운영 중 | 운영 중                 | 운영 중        |
| 노선           | 노선               | 노선                      | 개통 연도 | 역 수   | 길이                    | 노선 유형      |
| -------------- | ------------------ | ------------------------- | --------- | ------- | ----------------------- | -------------- |
| 컨페더레이션선 | Confederation Line | Ligne de la Confédération | 2019      | 13      | 12.5 킬로미터 (7.8 mi)  | 경전철         |
| 트릴리움선     | Trillium Line      | Ligne Trillium            | 2001      | 11      | 12 킬로미터 (7.5 mi)    | 디젤 경량 철도 |
| 4호선          | Line 4             | Ligne 4                   | 2025      | 3       | 4 킬로미터 (2.5 mi)     | 디젤 경량 철도 |
| 건설 중        |                    |                           |           |         |                         |                |
| 컨페더레이션선 | Confederation Line | Ligne de la Confédération | 2025–2027 | 16      | 27.0 킬로미터 (16.8 mi) | 경전철         |

- 컨페더레이션선은 블레어역에서 터니스패스처역까지 오타와 시내를 동서로 잇는 경전철 노선이다. 이 노선은 블레어역과 터니스패스처역에서 각각 오타와 트랜짓웨이로 계속 이어지고, 베이뷰역에서 트릴리움선으로 갈아탈 수 있다. 컨페더레이션선은 시내의 세 지하역을 제외하고 기존에 경전철 규격으로 지어졌던 트랜짓웨이 BRT를 따라 운행한다.[66] 세인트로런역은 시내 구간 외의 유일한 지하역이다.
- 트릴리움선은 일부 단선으로 운행하는 12km의 디젤 경량 철도 노선으로, 베이뷰에서 라임뱅크까지 남북으로 운행하고 있다. 단선 운행이었던 만큼 일부 역에 교행선을 설치해 열차가 지나갈 수 있도록 하였다. 트릴리움선은 2020년 5월부터 2025년 1월까지 노선 개량 및 연장을 위해 폐쇄되었으며, 2025년 1월 6일에 새로 개통한 4호선과 더불어 라임뱅크까지 연장 개통하였다.
- 4호선은 사우스키스역에서 오타와 맥도널드 카르티에 국제공항을 잇는 4km의 디젤 경량 철도 노선으로, 2호선의 지선 역할을 담당하지만 별도의 노선으로 운행하고 있다. 4호선은 O-트레인 2단계 연장 사업의 일환으로 2025년 1월 6일에 트릴리움선 선로 개량과 남부 연장과 더불어 같이 개통하였다.

### 트랜짓웨이

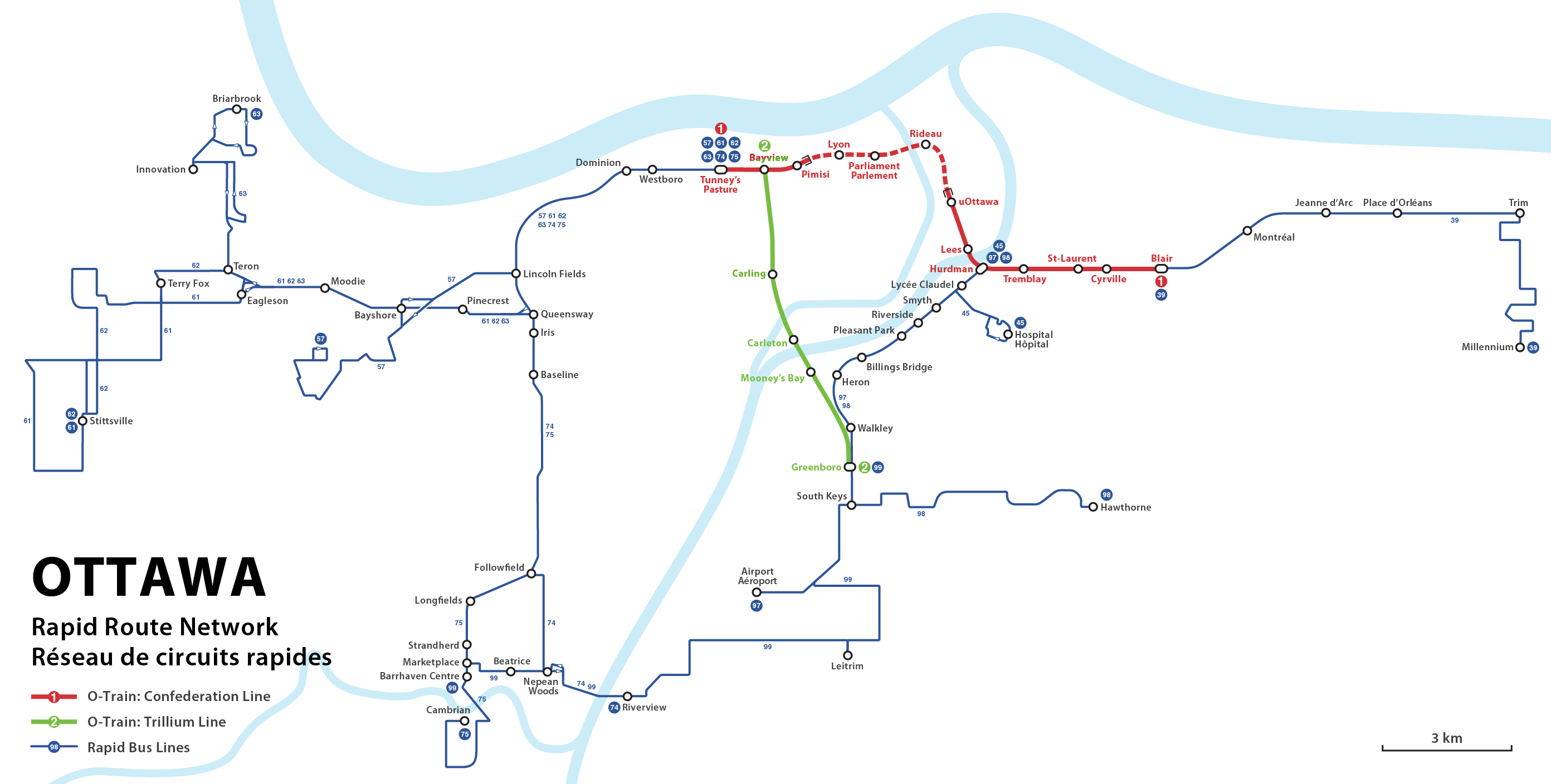
오트레인 및 트랜짓웨이 노선도 (2019년 9월 기준)

트랜짓웨이는 오타와의 간선 도로와 고속도로를 따라 설치된 일련의 버스 전용 도로와 차로를 포함하는 간선급행버스체계 (BRT)로, 전용 차로와 도로를 따라 버스를 운행하기 때문에 평일 출퇴근 시간에도 별다른 정체 없이 빠르게 운행한다는 장점이 있다. 1983년에 다섯 개 정류장에 처음 개통한 트랜짓웨이는 이후 50개 정류장으로 늘었으며, 2015년부터 시내에서부터 기존 트랜짓웨이 정류장이 오트레인 경전철과 경량 디젤 철도로 교체되고 있다.
- 동부 트랜짓웨이는 블레어에서 밀레니엄까지 이어지는 노선으로, 이 구간은 39번 버스가 운행하고 있다. 동부 트랜짓웨이는 174번 도로를 따라 블레어에서 플라스 도를레앙까지 버스 전용 차로로 운행하고, 이후 밀레니엄까지 도로변에 정류장이 위치해있다.
- 남동부 트랜짓웨이는 허드맨에서 사우스키스까지 이어지는 노선으로, 이후 공항, 리트림, 허손 등 세 갈래로 나뉜다. 허드맨에서 사우스키스까지 전용 버스 도로를 통해 이어져있으며, 나머지는 일반 도로로 이어지는 형식이다. 이 구간에는 45, 97, 98, 99번 버스가 운행한다.
- 중부 트랜짓웨이는 터니스패스처에서 링컨필드까지 이어지며, 이 구간은 컨페더레이션선이 서부로 연장되면 운행이 중단될 예정이다.
- 시내에서는 앨버트와 슬레이터가에 조성된 버스 전용 차로를 따라 버스가 운행하였는데, 이 구간은 2019년에 컨페더레이션선 1단계 구간이 개통하면서 운행이 중단되었다.
- 남서부 트랜짓웨이는 링컨필드에서 베이스라인까지 버스 전용 도로를 이용하며, 이후 팔로우필드 직전까지 버스 전용 차로를 이용한 뒤 팔로우필드에서 바헤이븐 센터까지 다시 버스 전용 도로로 진입한다. 마켓플레이스 동쪽으로 별도의 버스 전용 도로가 베아트리스와 리버뷰를 잇는다. 이 구간에는 74, 75번 버스가 운행한다.
- 서부 트랜짓웨이는 링컨필즈에서 캐나타, 스티츠빌 등지로 이어지는 버스 노선으로, 파인크레스트에서 무디까지 전용 버스 도로가 있지만 이 구간은 컨페더레이션선 연장을 위해 폐쇄된 상태이다. 이 구간에는 61, 62, 63번 버스가 운행한다.

### 시내버스
OC 트랜스포는 다양한 종류의 버스 노선을 도시 전체에 걸쳐 170개 운행하고 있으며, 시내버스 노선은 다음과 같이 분류한다.
- 래피드 (Rapid) 또는 라피드 (Rapide)는 트랜짓웨이와 고속도로를 경유하여 트랜짓웨이 정거장에만 정차하는 BRT 버스 노선으로, 매일 상시 운행한다.
- 프리퀀트 (Frequent) 또는 프레캉 (Fréquent)은 평일 오전 6시부터 오후 6시까지 최대 15분 간격으로 간선 도로를 따라 자주 운행하는 간선버스 노선이다.
- 커넥션 또는 코넥시옹 (Connexion)은 평일 출퇴근 시간대에 외곽 지역에서 1호선 경전철로 발빠르게 이어주는 급행버스 노선이다.
- 로컬 또는 로칼 (Local)은 동네 곳곳을 이어주는 일반적인 지선버스이다.
- 통학버스 (School, École)는 학생들의 등하교시간에 맞추어서 집과 학교를 이어주는 버스이다.
- 쇼퍼 (Shopper) 또는 뷔스오앙플레트 (Bus-o-emplettes)는 오타와 교외의 시골 지역에서 인접한 쇼핑몰로 이어주는 무료 셔틀버스이다.
- 이벤트 (Event) 또는 에베느망 (Événement)은 랜즈다운 공원이나 캐네디언 타이어 센터에서 콘서트나 하키 경기 등 각종 행사가 열릴 때 운행하는 셔틀버스이다.
- R1 셔틀버스는 1호선 경전철이 유지 보수 작업이나 사고, 결함 등으로 운행이 중단될 때 경전철 대신 운행하는 셔틀버스로, 운행이 중단된 모든 역에 정차한다.
- 나이트 (Night) 또는 뉘 (Nuit)는 1호선 경전철이 운행을 마치는 심야 시간대에 역 간을 이어어주는 셔틀버스로, 매일 운행한다.

### 환승 주차장
OC 트랜스포는 오타와 전역에 걸쳐 자가용에서 버스로 갈아타는 운전자들을 위해 17곳의 환승 주차장을 운영하고 있다. 환승 주차장은 경전철이나 BRT, 그 외에 다른 버스로 갈아탈 수 있는 환승 거점에 위치해있다. 주차는 일부 주차장은 무료로 주차할 수 있고, 일부는 무료와 유료 주차 구역이 따로 나뉘어있고, 일부는 주차 정기권을 보유한 운전자만 이용할 수 있다. 정기권 종류는 두 종류로 나뉘는데, 일반 정기권으로 유료 주차장 7곳에 심야 시간대를 제외하고 주차할 수 있으며, 골드 정기권은 유료 주차장에서 골드 전용 주차 공간에 주차할 수 있는 권한을 제공한다. 주차 정기권은 오타와시 환승 주차장 담당 부서에 전화하거나 이메일을 보내 구매할 수 있다.
이 외에도 OC 트랜스포는 오타와의 외곽 시골 지역에서 평일 아침에 오타와 시내로 버스를 이용하는 승객들을 위해 외곽 환승 주차장도 마련해두었는데, 모든 외곽 주차장은 무료로 이용할 수 있다.

### 보조교통
오타와의 모든 버스와 경량 철도역은 휠체어 및 교통약자가 이용할 수 있으며, 저상 버스 및 열차로 손쉽게 승차할 수 있다. 각 버스와 열차에는 거동에 필요한 휠체어나 보조도구 및 장비를 놓을 수 있는 공간도 마련되어 있다. OC 트랜스포는 이와 더불어 일반 버스와 철도를 이용하기 힘든 거동이 불편한 승객을 위해 집에서 목적지 사이를 오갈 수 있는 보조교통인 패러트랜스포 (Para Transpo)도 운행하고 있다. 패러트랜스포는 사전 예약을 통해 소형 버스와 택시를 통해 오타와 시내, 외곽 및 가티노 헐 지역으로 승객을 실어나른다.
패러트랜스포를 이용하고자 하는 승객은 라이프마크 건강 그룹에 신청서를 보내야 하며, 일련의 심사를 거쳐 보조교통을 이용할 자격이 있다는 결정이 나는 대로 보조교통을 이용할 수 있다. 보조교통은 일반 대중교통과 요금이 동일하며, 보조교통 이용자는 필요에 따라 일반 대중교통을 여전히 이용할 수 있다.

## 요금
OC 트랜스포를 이용하려면 현금 뿐만 아니라 교통카드인 프레스토 카드, 신용카드나 직불카드를 통해 결제할 수 있는 오페이먼트 (O-Payment), 장애인 보조교통을 이용할 때 지불하는 요금인 패러페이 (ParaPay) 등 다양한 요금 지불 수단이 존재한다.

### 현금
오타와의 버스를 이용할 때에는 현금으로 어른, 청소년 및 노인 1회권 요금과 1일권 요금을 지불할 수 있다. 현금은 캐나다 달러로 지불해야 하며, 어른과 만 13세 이상 청소년은 4달러 5센트를 지불해야 한다. 만 12세 이하 아동은 무료로 이용할 수 있다. 현금을 지불할 때에는 정확한 액수를 현금 계수기에 집어넣어야 하고, 거스름돈은 제공되지 않는다.

### 프레스토 카드
프레스토 카드는 오타와 뿐만 아니라 광역 토론토 및 해밀턴 지역에서도 널리 쓰이는 교통카드이다. 프레스토 카드에 요금이나 1개월 정기권을 충전하여 버스나 경전철을 이용할 때 프레스토 단말기에 교통카드를 찍으면 충전된 잔액이 차감되거나 정기권으로 요금을 지불한 것이 단말기에 나온다. 프레스토 카드로 지불할 경우 어른과 만 13세 이상 청소년의 1회 요금은 4달러, 만 65세 이상의 노인은 3달러 20센트가 차감된다. OC 트랜스포를 자주 이용하는 승객의 경우에는 1개월 정기권을 구매할 수 있는데, 만 20세 이상 어른은 135달러, 만 13-19세 청소년은 104달러, 만 65세 이상 노인은 49달러에 정기권을 충전할 수 있다.
프레스토 카드를 구매할 수 있는 곳은 프레스토 카드 홈페이지 또는 고객센터 (1-877-378-6123)를 통해 주문하거나, OC 트랜스포 티켓 자판기, 오타와시의 관공서인 서비스오타와 시청 지점, 캐나타 지점과 벤 프랭클린 지점은 물론 OC 트랜스포 고객센터에서, 쇼퍼스 드러그 마트, 로블로스 또는 리얼 캐네디언 슈퍼스토어 지점에서 4달러에 카드를 구매할 수 있다. 처음에 카드를 구매할 경우에는 무기명 카드로 발급받으며, 도난 및 분실은 물론 소득공제 영수증 발급을 위해 카드를 프레스토 카드 홈페이지에서 등록하면 기명 카드로 이용할 수 있다.
프레스토 카드는 프레스토 카드 홈페이지, iOS 또는 안드로이드 앱, 티켓 자판기, OC 트랜스포 고객센터 또는 쇼퍼스 드러그 마트, 로블로스 또는 리얼 캐네디언 슈퍼스토어 지점에서 잔액이나 정기권을 충전할 수 있다. 온라인으로 충전하는 경우에는 최소 10달러 이상 충전해야 하며, 교통카드 잔액은 1,000달러를 넘길 수 없다. 카드를 온라인에서 충전할 경우 잔액이 프레스토 단말기에 업데이트 되는 데 최대 24시간이 걸릴 수 있으며, 이에 따라 온라인으로 충전하는 경우에는 대중교통 이용 전까지 충분한 시간을 두어야 한다.
프레스토 카드 잔액이 부족한 경우를 방지하기 위한 자동 충전 기능이 있는데, 프레스토 카드 홈페이지에서 카드를 등록한 다음에 홈페이지나 모바일 앱의 오토로드 (Auto-load) 기능을 통해 카드 잔액이 어느 정도로 떨어지면 얼마 만큼 충전할 것인지 설정한 다음, 30일 안으로 프레스토 단말기에 교통카드를 찍으면 자동 충전이 설정된다. 1개월 정기권도 같은 방식으로 자동 갱신할 수 있는데, 이 경우 다음 달 첫 날로부터 6일 전에 정기권 요금이 자동이체된다. 자동 갱신된 정기권을 이용하려면 매달 첫 날 이후에 교통카드를 단말기에 찍어야 정기권이 카드에 충전된다.
청소년이나 아동, 노인의 경우에는 OC 트랜스포 고객센터나 쇼퍼스 드러그 마트 지점에서 프레스토 카드를 자신이나 다른 사람 연령에 맞출 수 있다. 청소년이나 아동, 노인 카드 설정을 위해서는 신분증이나 연령을 증명하는 다른 증빙 서류가 필요하다.

### 패러페이
패러트랜스포 보조교통을 이용할 수 있는 오타와 지역의 장애인 및 교통약자는 패러페이라는 보조교통 요금 충전 사이트에 가입할 수 있다. 패러페이 계정을 등록하려면 OC 트랜스포 고객센터에 문의하여 패러트랜스포 등록 시 받은 등록번호를 제시하면 패러페이에 어떻게 등록할 수 있는지 알려준다. 보조교통 요금으로 1개월 정기권인 패러패스 (ParaPass)와 일정 요금을 충전해 요금을 차감하는 패러펄스 (ParaPurse)가 존재하는데, 정기권이나 잔액을 충전하려면 패러페이 홈페이지, 고객센터 사무실이나 전화, 우편을 통해 충전할 수 있다. 요금을 충전하면 홈페이지나 고객센터를 통해 교통편을 예약하면서 요금이 차감되고, 취소할 경우에는 요금이 환불된다. 패러펄스 잔액을 충전할 때에는 최소 10달러 이상 충전해야 하며, 해당 잔액은 이용할 때마다 차감되거나, 아니면 패러패스 구매를 위해 차감할 수 있다. 패러패스와 패러펄스는 OC 트랜스포의 버스나 경전철 등의 요금을 지불하는 데 사용할 수 없다.

#### 액세스 패스
패러트랜스포 보조교통과 일반 버스, 경전철 모두 자주 이용하는 승객은 액세스 패스 (Access Pass)를 구매하면 패러페이를 통해 할인을 받을 수 있으며, OC 트랜스포 고객센터를 통해 액세스 패스를 패러페이에 추가할 수 있다.

### 오페이먼트
2023년 9월부터 OC 트랜스포 승객들은 버스와 오트레인에서 신용카드 또는 모바일 지갑을 카드 단말기에 찍어 요금을 지불할 수 있게 되었고, 이를 오페이먼트 (O-Payment), 또는 오페망 (O-Paiement)이라고 부른다. 지금까지 통용되는 지불 수단은 비자, 마스터카드, 구글 페이와 Apple Pay이고, 아메리칸 익스프레스, 선불카드, 비자 및 마스터카드 기프트카드, 비자 및 마스터카드 직불카드와 시중 은행 직불카드는 사용할 수 없다.
오페이먼트는 프레스토 카드와 다르게 하루에 최대 1일권 요금, 한 달에 최대 1개월권 요금을 초과하여 차감되지 않으며, 모바일 지갑과 실제 카드는 별도의 일련번호로 인식되므로 이 혜택을 받기 위해서는 한 가지 지불 수단으로 계속 이용하는 것이 좋다. 또한 오페이먼트는 가티노의 STO나 보조교통인 패러트랜스포 요금으로 지불할 수 없기 때문에 STO나 패러트랜스포로 갈아타는 승객은 프레스토 카드 등 다른 요금 수단을 이용해야 한다.
오페이먼트를 이용하는 승객은 OC 트랜스포 홈페이지의 오페이먼트 페이지에서 자신의 신용카드나 모바일 지갑을 등록하여 이용 내역을 확인할 수 있다. 계정 등록을 위해서는 오트레인이나 버스에서 요금을 1회 이상 지불해야 하며, 하루나 이틀 뒤에 신용카드 결제 내역에서 13자리나 14자리의 서비스 레퍼런스 일련번호 (SRID)가 나오는데 이 번호가 계정 등록을 위해 필요하다.

### 환승
OC 트랜스포의 오트레인, 버스 및 보조교통 사이에는 정해진 시간 안에 환승이 가능하며, 이는 신용카드와 모바일 지갑을 제외한 모든 지불 수단에 해당된다. 신용카드와 모바일 지갑 등 오페이먼트로 요금을 지불하는 경우 패러트랜스포와 가티노의 STO 버스로 갈아탈 수 없기 때문에 이로 갈아타는 경우에는 프레스토 카드나 현금으로 요금을 지불해야 한다. 현금으로 요금을 지불하는 경우에는 출발 지점에서 요금을 지불했다는 환승 표가 필요하며, 버스에서는 버스 운전사에게 환승 표를 받아가야 한다.
환승 허용 시간은 몇 시에 요금을 지불했느냐에 따라 환승 시간이 달라지는데, 평일의 경우에는 오전 2시 45분부터 6시 30분까지 요금 지불 시점에서 105분 내, 오전 6시 30분부터 오후 6시까지 90분, 오후 6시부터 10시 30분까지 105분, 오후 10시 30분부터 다음 날 오전 2시 45분까지는 오전 4시 30분까지 다음 교통편으로 환승이 가능하고, 토요일은 오전 2시 45분부터 10시까지 105분, 오전 10시부터 오후 6시까지 90분, 오후 시부터 10시 30분까지 105분, 오후 10시 30분부터 다음 날 오전 2시 45분까지는 오전 4시 30분까지 다음 편으로 환승할 수 있고, 일요일에는 오전 2시 45분부터 오후 10시 30분까지 105분, 오후 10시 30분부터 다음 날 오전 2시 45분까지는 오전 4시 30분까지 환승할 수 있다.
오트레인 베이뷰, 블레어, 그린보로, 허드맨, 터니스패스처역은 버스 터미널이 개찰구 내 요금 지불 지역에 위치해있으며, 오트레인과 버스 간 환승 시 별다른 환승 태그 없이 버스와 오트레인에 승차할 수 있다. 베이뷰역과 같은 오트레인 환승역에서도 환승 게이트 없이 바로 환승할 수 있다.
OC 트랜스포 요금을 지불하고 가티노의 STO로 무료 환승이 가능하지만 STO 버스를 이용할 때에는 OC 요금이 아닌 STO 요금을 지불해야 하고, STO 요금 지불 이후에 OC로 환승이 가능하다.

### 에퀴패스
에퀴패스 (EquiPass)는 가구 소득이 연방 정부가 정하는 소득 하한선에 미치지 못하는 저소득층 오타와 주민들을 위한 대중교통 요금 할인 제도로, 할인을 받는 승객은 1회 1달러 75센트, 한 달에는 58달러 25센트에 대중교통을 이용할 수 있다. 저소득층 뿐만 아니라 캐나다에 새로 정착한 난민이나 캐나다에 소득 신고를 한 적이 없는 오타와 지역 주민도 에퀴패스 할인을 받을 수 있다. 온타리오주 장애 지원 프로그램 (ODSP) 수당을 받거나, 65세 이상 노인들의 경우에는 커뮤니티 요금이나 노인 요금을 이용하면 에퀴패스보다 적은 요금을 지불할 수 있다. 온타리오주에서 교통수당을 받는 경우에는 교통수당을 더 이상 받지 않을 때에만 이용할 수 있다.
에퀴패스를 신청하려면 OC 트랜스포 홈페이지에서 에퀴팩스 신청 양식을 다운로드 받거나, 담당 부서 (613-560-5000)에 전화해서 신청 양식을 우편으로 받아 보내거나, 오타와 시청, 오를레앙, 네피언 및 캐나타에 있는 오타와시 민원서비스센터 또는 오타와시 커뮤니티 및 사회복지센터에서 양식을 받을 수 있다. 신청서와 더불어 저소득층의 경우에는 캐나다 국세청의 작년 또는 재작년 세금 신고서가 필요하고, 미성년자 자녀가 있는 경우에는 캐나다아동수당 (CCB)이나 온타리오주아동수당 (OCB) 영수증도 필요하다. 캐나다에서 소득 신고를 하지 않은 오타와 주민은 지난 12개월 동안 일했던 직장의 최근 급여명세서 세 장이나 작년이나 재작년에 받은 T4나 T4A와 같은 세금 영수증을 제출할 수 있으며, 이 경우에는 12개월만 유효하다. 캐나다에 새로 정착한 난민이나 캐나다에 다른 경우로 정착해서 아직 소득 신고를 하지 않은 사람은 캐나다 이민국에서 발급한 도착 기록서 (IMM 1000)와 스폰서 동의서, 난민지원프로그램 수당 영수증 등이 필요하며, 현재 캐나다에 직업이 있는 경우 최근 급여명세서 세 장이나 T4나 T4A와 같은 세금 영수증을 제출하면 되고, 이 경우에도 12개월만 유효하다.
에퀴패스 신청서는 팩스, 우편, OC 트랜스포 고객센터나 오타와시 민원서비스센터에 위와 같은 증빙서류를 지참해 신청할 수 있으며, OC 트랜스포와 오타와시 커뮤니티 및 사회복지 담당자가 서류를 확인한다. 에퀴패스 신청에는 최소 6주 이상이 걸리며, 승인된 경우 에퀴패스 할인이 적용된 프레스토 카드가 자택으로 배송된다. 에퀴패스 할인을 갱신하고자 하는 경우에는 증빙 서류와 더불어 프레스토 카드 번호를 제시하면 카드 할인 혜택이 갱신된다.

### 커뮤니티 패스
온타리오주 장애 복지 프로그램 (ODSP) 수당을 받는 오타와 주민들은 커뮤니티 패스를 통해 1회 및 1개월 정기권 요금을 할인받을 수 있다. 커뮤니티 패스는 1개월 정기권의 절반 수준이다. 커뮤니티 패스는 오트레인, 버스, 패러트랜스포에서 이용할 수 있으며, 외곽 지역 버스는 해당되지 않는다. ODSP 수당을 받는 사람은 OC 트랜스포 고객센터 (613-560-5000)에 전화해 ODSP 번호와 기명 프레스토 카드 번호 및 패러트랜스포 등록번호를 제공한 다음, 커뮤니티 패스 등록 절차를 밟아야 한다. 전화로 등록 후 커뮤니티 패스는 10일 이내에 승인되며, 승인된 경우에는 별다른 갱신 절차 없이 만 65세까지 커뮤니티 패스를 이용할 수 있고, 이후에는 노인 요금을 이용할 수 있다.

### 아동 및 청소년
만 12세 이하 아동은 OC 트랜스포의 버스, 오트레인, 패러트랜스포를 무료로 이용할 수 있다. 만 12세 이하 아동은 오트레인을 이용하는 경우에는 요금을 지불하는 어른과 같이 개찰구를 통과할 수 있고, 학교에서 발급 받았거나 아동 교통카드를 찍으면서 이용할 수 있다. 버스와 패러트랜스포에는 별다른 요금 지불 없이 그냥 승차할 수 있다. 아동 교통카드는 리도 센터 고객서비스센터에서 무료로 발급받을 수 있다.
만 13세에서 19세 사이의 청소년은 OC 트랜스포의 1개월권 요금을 할인받을 수 있으며, 일부 고등학생들은 학교에서 청소년 교통카드를 받게 되며, 그렇지 않은 경우에는 프레스토 카드 구매처에서 구매할 수 있다. 2년제 대학과 4년제 대학교에 다니는 학생들은 대학 등록금에 대중교통 요금이 포함된 유패스를 발급받을 수 있다.

### 유패스
오타와의 카를턴 대학교, 오타와 대학교, 세인트폴 대학교, 앨곤퀸 대학에 다니는 정규 학생들은 나이에 상관 없이 OC 트랜스포와 STO를 둘 다 무제한으로 이용할 수 있는 유패스 정기권이 대학 등록금에 포함되어있다. 2024년 9월 1일 기준, 유패스는 한 학기에 229달러 7센트이다. 유패스는 가을과 겨울 학기 기준으로 9월 1일부터 4월 30일까지 사용할 수 있으며, 여름 학기 학생들은 5월 1일부터 8월 31일까지 이용할 수 있다. 온타리오주 또는 퀘벡주에 거주한다면 유패스를 이용할 수 있고, OC 트랜스포나 STO 운행 지역 바깥에서 통학하는 학생은 유패스 대상에서 제외 신청을 할 수 있다.

### 노인
만 65세 이상 노인은 프레스토 카드를 이용하면 3달러 20센트가 차감된다. 노인 1개월 정기권 요금은 49달러로, 프레스토 카드에서만 충전할 수 있다. 노인 전용 프레스토 카드를 지참한 승객은 매주 수요일과 일요일에 패러트랜스포를 제외한 모든 노선을 무임으로 이용할 수 있다.

## 차량 및 시설

### 차량
OC 트랜스포의 모든 차량은 저상으로 휠체어 및 교통약자 승객들이 이용할 수 있으며, 다음 정류장을 안내해주는 안내방송이 나온다.

#### 오트레인
컨페더레이션선에는 알스톰이 2017년에서 2018년 사이에 제작한 시타디스 스피릿 차량 38량이 운행한다. 2량 1편성으로 이루어진 전동차는 1량 내부에 120석이 있으며 336명까지 이용할 수 있다. 시타디스 스피릿 차량은 겨울을 대비해 단열이 강화되었으며, 이중 파노라식 창문에 각 차량에는 차량 바닥을 포함해 히터가 장착되어 있다. 전동차 내부에는 다음 정차역을 안내방송과 스크린을 통해 알려주며, 비상 시에는 기관사와 통화할 수 있는 인터콤이 있고, 저상 열차에 넓은 출입문으로 거동이 불편한 승객들도 쉽게 이용할 수 있다. 이 외에도 손잡이가 잘 보이는 곳에 위치해있고, 출입문 근처에 8개의 교통약자 우선석이 마련되어 있다.
트릴리움선은 오트레인 2단계 연장 공사로 버스로 운행이 대체된 상태이지만 그 이전에는 알스톰에서 2014년에 제작한 디젤 열차인 코라디아 린트 차량 12량이 운행하였다. 2량 1편성으로 이루어진 열차는 1량 내부에 132석이 있으며 262명까지 수용이 가능했다. 이후 트릴리움선이 연장 개통하면 스위스의 슈타들러 레일에서 제작한 디젤 하이브리드 열차인 FLIRT가 코라디아 린트를 대체할 예정이다. 슈타디아 FLIRT는 길이가 80m로 총 420명을 수용할 수 있는데, 한 쪽에 출입문이 총 8개가 있어 승객의 출입 편의를 증진하였다. 또한 저상 열차로 휠체어나 유모차 등 교통약자가 손쉽게 이용할 수 있고, 열차 내부에는 승객들의 안전을 위한 CCTV가 설치되어 있다.

#### 시내버스
OC 트랜스포는 시내버스 노선에 따라 일반 버스, 굴절버스와 이층 버스를 투입하고 있다. 일반 버스 중에서 가장 오래된 기종은 캐나다 위니펙에 위치한 버스 업체인 뉴플라이어에서 제작한 인베로 D40i로, 2003년에서 2007년 사이에 생산한 버스를 55대 보유하고 있다. 버스는 41인승이고 입석 포함 총 85명까지 수용이 가능하다. 이후 도입된 기종은 퀘벡주 생퇴스타슈에 위치한 버스 업체인 노바버스에서 제작한 저상버스 시리즈 LFS로, 2019년에 생산된 버스를 249대 보유하고 있다. 버스는 36인승이고 입석 포함 총 68명까지 수용이 가능하다. 2022년에는 뉴플라이어에서 생산한 전기버스인 XE40 네 대를 도입하였다. 이 버스는 36인승이고 입석을 포함하면 총 57명을 수용할 수 있다.
굴절버스 중에는 2008년에서 2009년 사이에 생산된 뉴플라이어 D60LF 기종을 50대 보유하고 있으며, 55인승이고 최대 110명까지 수용 가능하다. 또한 2010년에서 2011년 사이에 생산된 뉴플라이어 D60LFR 기종도 302대 보유하고 있으며, 수용량은 D60LF 기종과 동일하다.
이층버스로는 영국의 알렉산더 데니스가 2015년에서 2020년 사이에 제작한 인바이로 500 MMC 기종을 78대 보유하고 있으며, 이 버스는 86인승이고 최대 96명까지 수용이 가능하다.

#### 보조교통
교통약자를 실어나르는 보조교통인 패러트랜스포 차량으로는 미국 인디애나주 엘크하트에 위치한 글래블 버스가 2015년에서 2016년 사이에 제조한 GMC 글래블 타이탄 버스가 쓰이며, 14인승인 이 버스를 총 80대 보유하고 있다. 이 버스는 측면과 후면에 경사로가 부착되어 있다.

### 경전철역
컨페더레이션선은 총 13개의 경전철역으로 이루어졌고, 이 중에서 네 곳은 지하역이다. 13개의 경전철역에서 100여 개가 넘는 버스 노선으로 갈아탈 수 있으며, 터니스패스처, 베이뷰, 허드맨과 베이뷰역에서는 버스 터미널이 역 개찰구 내부에 위치해있어서 별도의 환승 태그 필요 없이 환승이 가능하다. 모든 경전철역에는 티켓을 구입하거나 교통카드를 충전할 수 있는 자동 판매기가 있으며, 필요한 경우에는 역 직원과 화상 통화가 가능하다. 역에는 에스컬레이터와 엘리베이터, 계단을 통해 지상에서 승강장까지 이어지며, 안내방송은 물론 전광판을 통해 다음 열차가 언제 오는 지 확인할 수 있다. 또한 시각장애인을 위한 점자 안내판과 블록도 마련되어 있다.
자전거를 이용하는 승객들을 위한 자전거 거치대가 있고, 일부 역에는 자전거를 손쉽게 끌고 가기 위해 계단에 경사로가 설치되어 있다. 또한 승객의 안전을 위해 역 내부는 CCTV 카메라는 물론 역무원과 통화할 수 있는 비상 인터콤, 심정지 상태 환자에게 전기충격을 줄 수 있는 자동심장충격기도 구비되어 있다. 유오타와, 터니스패스처, 트랑블레, 피미시, 라이언, 팔러먼트, 리도역에서 무료 와이파이를 이용할 수 있고, 터니스패스처, 허드맨, 블레어역에는 오타와의 커피 체인점인 해피 고트 커피가 입점해있다. 또한 환승 주차장이 블레어역에서 도보 5~10분 거리에 위치해있고, 심야 버스 정류장이 블레어, 허드맨, 세인트로런 및 터니스패스처역에 위치해있다.

### 트랜짓웨이
OC 트랜스포는 총 50여 개의 트랜짓웨이 버스 정류소가 있으며, 각 방면의 승강장에 다양한 노선의 버스가 정차한다. 일부 트랜짓웨이 정류소에는 자전거 거치대가 마련되어 있고, 복층으로 이루어진 정류소의 경우에는 엘리베이터를 통해 교통약자 승객들이 이용할 수 있다. 또한 승객의 안전을 위해 비상 인터콤이 마련되어 있고, 공중전화도 설치되어있다. 또한 일부 정류소에는 운전자의 편의를 위한 환승 주차장도 마련되어 있다.

### 본사, 차고지, 사무실
OC 트랜스포 본사이자 세인트로런 차고지는 세인트로런 블루버드 1500번지에 위치해있으며, 오타와 동부에 있는 오타와 산업단지에 본사가 있다. 본사 바로 옆인 벨파스트 로드 805번지에는 컨페더레이션선의 알스톰 시타디스 스피릿 차량의 유지 보수를 맡는 벨파스트 차량기지가 위치해있다. 본사 바로 남쪽의 인더스트리얼 애비뉴에는 주로 굴절버스를 유지 보수하지만 다른 종류의 버스도 점검할 수 있는 인더스트리얼 차고지가 위치해있으며, 2010년 9월에 개장하였다. 또한 사우스키스에는 트릴리움선 차량을 보관하던 워클리 차량기지가 알비온 로드 노스 3101번지에 위치했지만, 오트레인 2단계 연장 구간이 개통되면 CP 화물열차와 같은 시설을 쓰지 않고 현 차량기지 바로 서쪽에 별도의 기지를 지을 예정이다.
이 외에도 도시 서쪽에 위치한 네피언 지역에 일반 버스 및 패러트랜스포 차량의 유지 보수를 맡는 메리베일 차고지가 콜로네이드 로드 164번지에 위치해있고, 브리태니아하이츠 지역에 주로 출퇴근 시간대에 운행하는 버스와 도시 서부 지역을 운행하는 버스가 정박하는 파인크레스트 차고지가 퀸스뷰 드라이브 2550번지에 위치해있다.

## 거버넌스
캐나다 수도권 지역은 온타리오주와 퀘벡주 두 개 주에 걸쳐있으며, 지자체로는 오타와와 가티노가 4,715km²의 넓은 지역에 걸쳐 있으며, 언어, 인구, 지리가 복잡하게 얽혀있다. 오타와는 대부분 영어를 쓰고, 가티노는 대부분 프랑스어를 쓴다. 오타와의 인구는 2021년 기준 101만 7천여 명이고, 가티노의 인구는 29만 1천여 명으로, 오타와강이 이 두 도시를 가른다. 하루에 6만 명이 넘는 인구가 연방정부 청사가 위치해 있는 오타와와 가티노 사이를 출퇴근하기 때문에 두 도시는 밀접하게 연결되어 있다.
캐나다 연방 정부는 국가수도권위원회(National Capital Commission)를 통해 연방 정부가 소유하고 있는 건물과 부지를 관리한다. NCC는 수도권 지역 전체 부지의 10%를 소유하고 있는 지역 최대의 부동산 소유주로, 오타와의 도로, 다리, 건물, 공원 등 다양한 시설을 관리하지만, 별도의 정부기관이 아닌 관계로 NCC의 권한은 주 정부나 시에 비해 한정되어 있다. 수도권 지역에서는 OC 트랜스포가 오타와 지역의 대중교통을 운행하고, 우타웨교통공사(Société de transport de l'Outaouais, STO)가 가티노 지역을 운행한다. OC 트랜스포는 오타와시가 소유하고 있고 OC 트랜스포의 총괄 관리자는 르네 아밀카(Renée Amilcar)다. 오타와시 교통위원회는 한 달에 한 번씩, 오타와 시의회는 두 달에 한 번씩 도시의 대중교통 정책을 수립하고 서비스를 개선하기 위한 회의를 연다.
수도권 지역의 대중교통 관계자를 모두 한 곳으로 모으기 위해 교통설계위원회인 TRANS가 설립되었지만 별다른 구속력이 없고 수도권 지역의 당사자들을 하나로 모아 교통 문제를 해결하는 데에는 역부족인 편이다. 이 외에도 OC와 STO가 별도의 대중교통 기관으로 운행하고 있고, 두 대중교통 기관을 조율할 수 있는 별다른 기구가 존재하지 않아 하나의 광역교통 정책을 수립하기 힘들다는 지적이 있다. 오타와 대학교 정치학 교수인 에릭 샹파뉴에 따르면 수도권 지역의 인구가 늘어나면서 교통 문제를 해결하기 위해 통합된 교통 정책을 펼치기 위해서는 연방, 주, 지자체 등 세 단계의 정부가 따로 움직이는 구조적 문제를 해결해야 한다고 지적하였다.

## 승차량
OC 트랜스포는 코로나19 대유행 이전이었던 2019년에 연간 9,741만 명이 이용하였고, 하루 평균 26만 6,800명이 이용한 셈이다. 코로나 이후 2023년 기준 OC 트랜스포의 연간 승차량은 6,420만 명으로, 2022년 5,070만 명보다 27% 증가하였고, 2019년에 비하면 66% 수준이다. 이 중에서 버스는 코로나 이전에 비해 승객 수가 70%를 차지하며, 오트레인은 코로나 이전 대비 승객 수가 절반에 불과하다. OC 트랜스포 총괄 관리자인 르네 아밀카는 이용객 수가 당분간 코로나 이전 대비 75% 이상 회복할 것으로 보이지 않는다며 승객 감소에 따른 수익 문제를 해결하기 위해서는 최대 10년이 걸릴 지도 모른다고 밝혔다.

## 미래 계획

### O-트레인 2단계 연장

오트레인 2단계 연장 포함 노선도

OC 트랜스포는 O-트레인 2단계 연장 사업의 일환으로 트릴리움선 남부 연장 구간을 개통하였고, 현재 컨페더레이션선의 동부 및 서부 연장 공사를 진행하고 있다.
2025년 1월 6일, 2호선 트릴리움선의 남부 연장 구간과 2호선의 지선인 4호선이 개통하였다. 2호선은 우선 베이뷰(Bayview)역에서 시작해 코르소이탈리아(Corso Italia), 다우스레이크(Dow's Lake 또는 Lac Dow), 워클리(Walkley), 사우스키스(South Keys), 리트림(Leitrim)을 거쳐 라임뱅크(Limebank)까지 연결된다. 또한 4호선 공항 셔틀 열차 노선이 사우스키스역에서 출발해 업랜즈(Uplands)역을 거쳐 오타와 맥도널드 카르티에 국제공항까지 이어진다.
컨페더레이션선의 동부 연장은 2025년에 개통을 앞두고 있으며, 기존 블레어역에서 몬트리올(Montréal), 잔 다르크(Jeanne d'Arc), 코번트글렌(Covent Glen), 플라스 도를레앙(Place d'Orléans), 트림(Trim)까지 총 다섯 정거장이 연장된다. 서부 연장은 2027년에 개통할 예정이며, 터니스패스처역에서 웨스트보로(Westboro), 키치 시비(Kìchì Sìbì), 셔본 (Sherbourne), 뉴오처드 (New Orchard), 링컨필즈 (Lincoln Fields)까지 연장되고, 이후 1호선 열차는 남쪽으로 꺾어 아이리스(Iris)와 종착역인 앨곤킨(Algonquin)까지 이어지고, 3호선 열차는 서쪽으로 계속해서 퀸스뷰(Queensview), 파인크레스트(Pinecrest), 베이쇼어(Bayshore)와 종착역인 무디(Moodie)역까지 이어진다. 1호선과 3호선 열차는 동부 종착역이 둘 다 트림역이다.
2호선과 4호선은 별도의 노선으로 운행하고 있으며, 1호선과 3호선은 링컨필즈에서 트림까지 같은 선로로 운행한다.

### O-트레인 3단계 연장
2단계 연장이 모두 끝나는 대로 3호선을 무디 드라이브에서 캐나타의 헤이즐딘 로드까지 연장하고, 1호선을 앨곤킨 대학에서 바헤이븐 타운 센터까지 연장한 뒤, 바헤이븐에 새로운 경전철 차량기지를 짓는 방안은 환경영향평가를 통과한 상태이다. 3단계 연장은 아직 착공하지 않은 상태로, 2031년 이후에 개통을 앞두고 있으며, 연방 정부와 주 정부의 자금 지원에 따라 상황이 달라질 수 있다.

### 칼링 애비뉴 경전철
오타와의 칼링 애비뉴를 따라 다우스레이크에서 링컨필즈까지 지상으로 길이 6.6km 경전철을 놓는 구상안이 2013년 오타와 교통기본계획에 수립되었다. 이 계획안은 현재 구상 단계에 있고, 개통일은 아직 확실하지 않다.

### 가티노 트램
오트레인은 오타와 시내에서 가티노에서 구상하고 있는 트램 노선과 환승이 가능하게 될 전망이다. 가티노 트램은 우타웨교통공사(STO)에서 운행을 맡게 될 예정이고, 가티노 에일머 지역에서 헐 지역을 거쳐 오타와 시내로 향하게 된다. 2020년 5월 15일, 가티노시는 오타와 경전철과의 환승을 위해 두 가지 방안을 제시하였는데, 하나는 웰링턴가를 따라 엘긴가까지 지상으로 운행하는 방안, 다른 하나는 스파크스가를 따라 엘긴까지 지하로 운행하는 방안이었다. 이후 2021년 5월, 가티노시는 오타와 시내 구간을 스파크스가를 따라 터널로 지을 예정이지만, 기술적인 문제가 있을 경우에는 지상으로 지을 가능성을 배제하지는 않았다.

## 사건사고

### 노사분쟁 및 파업
오타와의 대중교통도 다른 도시와 마찬가지로 노사분쟁과 파업이 몇 차례 이어진 바 있다. OC 트랜스포 설립 이후에 일어난 첫 파업은 1979년으로, 노사간 요구하는 시급을 두고 5센트밖에 차이가 나지 않아 '5센트 버스 파업'이라고 불리기도 하였다. 하지만 2년 간 16.5%의 임금 인상을 제안받고 노사간 5센트의 시급 격차가 좁혀지지 않아 결국 버스 기사들은 20일 동안 파업에 들어갔다.
OC 트랜스포의 두 번째 파업은 1996년 11월 25일부터 12월 16일까지 이어졌다. 당시 주요 현안은 근무 시간이였는데, 성탄절이 다가오면서 파업에 대한 시민들의 지지가 점점 떨어졌고 결국 강제 조정을 통해 24일만에 파업이 종료되었다.
2008년 3월, OC 트랜스포와 대중교통합동노조(ATU) 279지구 간의 단체협약이 만료되었다. 2008년 11월 25일, 오타와시는 노사 단체협약에서 운전 기사 배정, 화장실 및 커피 휴식에 대해 새로운 제시안을 노조 측에 전달하였고, 12월 3일에 노조원 98%가 시측 제시안을 반대하였다. 봉급, 병가 및 근무 시간 배정을 두고 노사간 입장이 좁혀지지 않자 2008년 12월 10일, OC 트랜스포의 버스 기사, 조차원과 정비공이 OC 역사상 세 번째 파업에 들어갔다. 2009년 1월 8일, 로나 앰브로즈 캐나다 노동부 장관은 래리 오브라이언 시장의 요청으로 시측 제시안을 노조원들을 상대로 투표에 부쳤다. 2009년 1월 9일 투표에서 노조원 중 64%가 반대표를 던지면서 파업은 지속되었다. 파업이 50일째 지속되면서 업무개시명령을 처음에 반대하던 앰브로즈 노동부 장관은 이후 업무개시명령 발의를 추진하였다. 하지만 2009년 1월 29일에 OC 트랜스포와 노조원 사이의 노사협약이 체결되면서 OC 트랜스포 역사상 가장 긴 파업이 51일만에 마무리되었다.

### 오타와 총기난사
1999년 4월 6일, OC 트랜스포에 근무했던 전 직원인 피에르 르브런이 레밍턴 모델 760 펌프 연사식 소총을 들고 OC 트랜스포의 세인트로런 차고지에서 6명에게 총기를 난사해 4명이 숨지고 이후 용의자도 자살하는 사건이 발생하였다. 이 사건으로 배송 담당자 56세 브라이언 과이, 물류 담당자 52세 클레어 데이비슨, 정비공 44세 해리 쇼엔메이커, 45세 다비드 르메가 숨졌다. 르브런은 경찰이 도착하기 전에 건물 내에서 총으로 자살하였다.
이후 5명으로 구성된 검시관 배심원단이 이날 무슨 일이 있었는지, 그리고 피에르 르브런의 행동을 촉발시킨 원인이 무엇인지 증거를 듣기 위해 모였는데, 진상조사 첫날부터 르브런의 전 동료 한 명이 죄책감 때문에 목을 매달고 자살하였다는 소식에 경악하였다. 유서에서 그는 르브런이 자신의 상사를 쏘겠다고 말한 것을 들었지만 누구에게도 보고하지 않은 것에 대해 죄책감에 휩싸였다고 밝혔다. 8주 동안 검시관의 배심원단은 OC 트랜스포의 관리자들과 근로자, 경찰, 의사, 가족 구성원과 기타 증인들의 증언을 들었다.
진상조사에 따르면 르브런은 어렸을 때부터 말을 더듬었고 이에 따라 직장에서도 집단 따돌림을 받았던 것으로 밝혀졌다. 1997년, 르브런은 말을 더듬는 것을 놀린다는 이유로 직장 동료를 폭행한 혐의로 직장에서 해고되었지만, 이듬해에 분노 관리 상담을 받는 조건으로 직장에 복직하였다. 르브런은 이에 대해 여러 차례 불만을 제기하였으나 OC 트랜스포 내에서 이를 조사하는 사람은 아무도 없었던 것으로 파악되었다. 1999년에 OC 트랜스포를 퇴사하고 캐나다 전체를 차를 타고 여행하면서 브리티시컬럼비아주에서 시간을 보내다가 라스베이거스에서 도박으로 돈을 탕진한 르브런은 그의 부모에게 보낸 유서에서 자신이 용서하지 못할 짓을 벌일 것이지만 별다른 선택의 여지가 없었다며, 자신이 싫어했던 네 명의 전 직장 동료 이름을 써내렸지만, 사망자 중에는 이 네 명이 존재하지 않았다.
8주 간의 증언 후, 검시관 배심원단은 OC 트랜스포에 적용되는 51개를 포함한 총 77개의 권고안을 내놓았다. 16개의 권고안은 직장 내 괴롭힘 문제를 다루었으며, OC 트랜스포에서 직장 내 모든 직원들에게 폭력 및 괴롭힘 예방 교육을 실시할 것을 권고하였고, 배심원단은 직장 내 괴롭힘과 폭력에 대해 무관용으로 대해줄 것을 요구하였다. 이 외에도 12개의 권고안은 직장 내 안전 및 보안 문제에 초점을 맞추었으며, 비상 탈출 계획의 수립과 대중교통 정류장에 설치한 것과 유사한 비상 전화기 설치, 모든 건물의 지도와 청사진을 경찰 및 구급대가 이용할 수 있도록 하는 방안 등이 포함되었다. 대부분의 권고안은 신속히 채택되었으나, 직장 내 괴롭힘 및 폭력에 대한 예방 조치를 고용주에게 요구하도록 입법하는 데 몇 년이 걸렸고, 퀘벡주는 2004년에 노동법이 개정되어 직원들이 심리적 괴롭힘으로부터 자유로운 근무 환경을 가질 권리를 보장하였으며, 온타리오주도 2010년에 산업보건안전법 개정으로 직장 내 괴롭힘 및 폭력의 위험을 파악하고, 직원의 불만을 수리하고 사건을 조사하기 위한 적절한 조치를 취해야 한다.

### 2013년 버스-기차 충돌사고
2013년 9월 18일, 오타와 바헤이븐에서 OC 트랜스퍼의 2층 버스와 VIA 철도 여객열차 간에 충돌 사고가 발생하여 6명이 사망하고 35명이 부상을 입었다. 사고는 트랜짓웨이 근처에 있는 팔로우필드 로드와 우드로프 애비뉴 근처 건널목에서 일어났으며, 캐나다 교통안전위원회(TSB)의 조사에서는 기차 운행이나 선로 상태의 문제가 없었지만, 버스가 제한 속도를 초과하여 운행 중이였고, 운전 기사가 버스 내부의 승객 모니터링을 위한 감시 카메라를 확인하느라 정면을 주시하는 데 주의가 분산되었을 가능성을 지적하였다. 이후 안전 조치로는 사고 현장의 가시성 개선, 속도 제한 감소, 조기 경고등 설치 등이 포함되었으며, 특히 철도 교차로에서 카메라 화면으로 인한 주의 분산과 버스 속도를 제한하기 위한 추가 권고사항이 제시되었다.
사고 이후, OC 트랜스포는 76번 버스를 폐지하고 72번으로 대체하였으며, 팔로우필드 환승 주차장 옆에 기념 공원이 설립되었다. 교통안전위원회의 최종 보고서로 차내 카메라 화면 사용, 버스의 충돌 안전 기준, 건널목 입체교차 등의 권고로 이어졌다. 사고의 여파로 오타와시와 버스 운전사의 유산을 상대로 수백만 달러 규모의 소송이 제기되었고, 2019년 1월에 들어서서 총 39개 손해배상 소송 중에서 35개 소송의 합의를 끝냈고 총 보상 금액은 970만 달러에 달했다.

### 2019년 웨스트보로 버스 추돌사고
2019년 1월 11일 오후 3시 50분, 웨스트보로 트랜짓웨이 역으로 접근 중이던 캐나타 방면 269번 버스가 버스 정류장에 충돌하여 버스의 상층부가 무너지는 사고가 발생하였다. 이 사고로 버스 탑승객 3명이 숨지고 23명이 부상을 입었다. 사고 현장에서 경찰과 협조하지 않았다는 이유로 버스 기사가 체포되었으나, 이후 무혐의로 석방되었다. 이 사고에 대한 진상조사는 오타와 경찰서가 주도했으며, 교통 안전 분야에서의 전문 기술을 바탕으로 캐나다 교통안전위원회(TSB)가 기술 자문을 제공했다. TSB는 충돌 재구성, 인적 요소, 전자 데이터 수집에 초점을 맞춘 조사로 경찰 조사에 협조하였지만, 도로교통사고는 연방 기관의 관할 밖인 관계로 포괄적인 조사를 이끌거나 안전 권고를 내릴 수 있는 권한이 없었다.
이 사고로 오타와시와 OC 트랜스포는 직무태만이나 과실은 없었던 것으로 판단되어 기소되지 않았다. 버스 기사는 위험운전 혐의 38건으로 기소되었지만, 2021년 9월 모든 혐의에서 무죄 판결을 받았다. 법원은 버스 기사가 직면한 어려운 조건, 특히 사고가 일어난 시간대가 해가 진 이후였고 도로 표시가 오해의 소지가 있을 수 있음을 인정하였다.

### 경전철
컨페더레이션선은 2015년에 착공해 2019년 9월에 개통한 오타와의 경전철 노선으로, 지금까지 전동차, 터널 및 시설을 두고 각종 사고와 논란에 휩싸인 노선이다.
2016년 6월 8일, 경전철 터널 공사가 한창이었던 오타와 시내의 리도가(Rideau Street)와 서섹스 드라이브(Sussex Drive) 교차로의 지반이 침하되는 싱크홀이 발생하여 차선 세 개와 도로에 주차한 승합차 한 대가 지하에 매몰되는 사고가 발생하였다. 이 사고로 리도 센터 쇼핑몰에는 긴급 대피령이 내려졌고 인근 도로와 상점도 폐쇄되었다. 이 사고로 숨지거나 다친 사람은 없었지만, 공사가 거의 끝난 경전철 터널이 홍수 피해를 입었고, 로드헤더 굴착기가 물에 잠겼다. 긴급 보수 공사는 2016년 7월 말에 마무리되고 경전철 공사 또한 재개되었다. 외부 기술 전문가의 조사 끝에 2016년 12월에 오타와시의 도로 부실 보수 책임이 없는 것으로 결론을 내렸다.
전동차 또한 겨울철 시험 운행 도중에 난방과 통신 시스템이 작동하지 않고, 작업한 차체가 떨어져나가는 문제 등이 발생하였다. 개통 이후인 2019년 10월 초반, 시타디스 스피릿의 자동문은 승객이 임의로 열거나 문이 닫히지 않도록 하면 기계적 결함이 발생하였고, 이에 따라 경전철 지연이 최대 90분까지 지속되는 경우도 종종 발생하였다. 또한 전동차는 셀트랙(SelTrac) 열차제어시스템과 제대로 호환이 되지 않아 일부 열차는 시스템 재부팅으로 20-30분 간 지연이 발생하기도 하였다.
2019년 이후 전동차 신뢰성이 향상되었지만, 2019년 12월 31일부터 전기 접점을 제대로 청소하지 않은 전동차 두 대가 고장을 일으켜 몇 시간 동안 경전철 운행이 중단되면서 새로운 문제가 발생하였다. 2020년 초반부터는 차량에 전원을 공급하는 유도자의 제조 결함으로 악천후에서 발생하는 전기 고장으로 브레이크 고장, 차량에서 흔히 발생하는 플랫 스폿 문제로 전동차 다수가 운행이 중단되기도 하였다. 경전철 컨소시엄 RTG는 전동차 유지 보수에 난항을 겪었고 몇 주 동안 평일 출퇴근 시간대에 적은 수의 열차로만 경전철을 운행하였다. 경전철의 신뢰성이 떨어지면서 시는 서비스에 관계없이 계약상 지불 의무가 있는 2019년 9월 지불금을 제외하고 RTG에 매달 지불해야 하는 유지 보수 비용 지불을 유예할 수 있는 권리를 행사했고, RTG는 이에 대해 반발하였다.
2021년 8월 8일, 승객을 태우지 않은 전동차가 터니스패스처역에서 선로를 변경하다가 열 개의 차축 중에서 하나가 탈선하면서 전동차 탈선 사고가 발생하였다. 이 사고로 숨지거나 다친 사람은 없었다. 기술자들은 바퀴와 차축의 느슨한 연결이 과도한 마모로 고장이 발생해 전동차가 탈선했을 것으로 추정하였다. 차량을 점검한 결과, 9대의 다른 차량도 같은 문제를 가지고 있는 것으로 밝혀졌다.
2021년 9월 19일, 승객을 태운 전동차가 트랑블레역에 진입하기 직전에 2호차에서 두 개의 차축이 이탈하면서 열차가 탈선하였다. 탈선한 상태로 트랑블레역을 출발한 열차는 시속 약 35km로 속도를 높였고, 리버사이드 드라이브 위로 지나가는 다리를 건너 신호수와 스위치 히터를 들이받은 후 열차 내 비상 제동 장치를 이용해 트랑블레역과 허드먼역 사이에 정차하였다. 이 사고로 숨지거나 다친 사람은 없었다. 탈선의 원인으로 열차의 기어박스 볼트가 잘못 고정된 것으로 밝혀졌다. 경전철 운행은 2021년 11월 12일에 재개되었고, 11월 말에 운행이 전면 재개되었다.
2022년 7월 23일, 바퀴 허브 조립 불량으로 여러 열차의 운행이 중단되어 전동차 10편성만 운행하였다. 같은 주말, 가공 전력선이 번개에 맞아 경전철 일부 구간이 나흘 동안 중단되었다.
2023년 7월 17일, 경전철의 차축 베어링에 결함이 발견된 후 전동차 전량 점검을 위해 컨페더레이션선의 전 구간 운행이 한 달 가까이 중단되었다. 2023년 8월 14일에 경전철은 1량 1편성으로 우선 운행을 일부 재개했고, 이와 동시에 경전철 노선을 따라 셔틀버스도 병행해서 운행하였다. OC 트랜스포는 차축 베어링을 교체하면서 문제가 해결했다고 밝히며 2024년 1월 8일부터 경전철의 2량 1편성 운행을 재개하였다.

#### 경전철 진상조사
2021년 11월 17일, 온타리오주는 오타와의 경전철 사업에 대해 진상 조사에 착수할 것이라고 밝혔다. 이 조사는 사법기관에서 조사하는 사법조사보다는 권한이 적지만 오타와시의 감사관보다는 더 많은 권한을 행사할 수 있었다. 주 정부는 경전철 1단계 지원금에서 6천만 달러 지급을 유예하고, 2단계 지원금 또한 조사 결과에 따라 더 많은 액수의 지급을 유예할 것이라고 밝혔다. 2021년 12월 17일, 온타리오주는 윌리엄 후리건 항소법원 판사를 이번 진상규명위원회의 위원장으로 임명하였다. 진상규명위원회는 2022년 6월 13일부터 7월 7일까지 오타와 대학교 법학대학원 건물에서 공청회를 열었으며, 오타와 경전철 관계자들이 선서를 하고 증언하였다.
2022년 11월 30일, 경전철 진상규명위원회의 최종 조사 결과가 발표되었다. 보고서에 따르면 경전철 문제는 숙련되지 않은 직원, 경전철의 한계를 초과한 제대로 검증되지 않은 기술, 비현실적인 예산 고수, 인적오류, 준비가 되지 않은 노선을 성급히 개통한 점, RTG 컨소시엄과 외주 업체의 불충분한 유지 보수, 오타와시와 RTG 간의 적대적인 관계 등 다양한 요인에서 비롯되었으며, 이미 개통한 컨페더레이션선과 앞으로 개통할 경전철은 물론 추후 대중교통 사업에 대해 총 103개의 권고안을 제시하였다. 후리건 판사는 그가 특히 용납할 수 없다고 생각하는 두 가지 사례를 강조하였는데, 첫째는 RTG는 컨소시엄이 따를 수 없다는 것을 알고 있는 비현실적인 공사 일정을 오타와시에 통보하였고, 후리건 판사는 이를 비양심적이라고 질책하였다. 그는 도시 뿐만 아니라 시민들에게 잘못된 정보를 제공하여 오도한 점을 강조하였다. 둘째로 후리건 판사는 짐 왓슨 오타와 전 시장, 스티브 카넬라코스 전 도시 관리자, 앨런 허블리 시의원 등 시의 고위 관리자들이 경전철 검사 기준이 낮아졌다고 시의회에 말하지 않은 것에 대해 비판하였다. 판사는 "이러한 행동은 시의회의 법적 감독 능력을 회복할 수 없을 정도로 손상시켰고, 오타와시가 중요한 사회 기반 시설 사업을 적절하게 수행해낼 수 있을 지에 대한 심각한 우려를 불려일으켰다"고 적극 질타하였다.